# Stefan Bobczew
Stefan Sawow Bobczew (bułg. Стефан Савов Бобчев; ur. 2 lutego 1853 w Elenie, zm. 8 września 1940 w Sofii) – bułgarski polityk, prawnik, dyplomata i publicysta, minister edukacji (1911-1912), deputowany do Zwyczajnego Zgromadzenia Narodowego 13. (1903–1907), 15. (1911-1913), 16. (1913), 17. (1914–1919), 18. (1919–1920), 19. (1920–1923) kadencji, założyciel i pierwszy rektor Uniwersytetu Gospodarki Narodowej i Światowej.

## Życiorys
W 1868 rozpoczął naukę w szkole dla lekarzy wojskowych w Stambule. W tym czasie zaczął pisać do lokalnej prasy, a także prowadził aktywną działalność w bułgarskiej organizacji dobroczynnej, działającej w stolicy Imperium Osmańskiego. Po powstaniu kwietniowym 1876 Bobczew wyemigrował do Odessy, a stamtąd do Bukaresztu. W Bukareszcie redagował pismo Stara Płanina, do którego pisał pod pseudonimem S. Bezhan. W czasie wojny rosyjsko tureckiej Bobczew działał jako korespondent wojenny gazety Ruskij Mir, pełnił także funkcję urzędnika w administracji tymczasowej ziem bułgarskich. Wspomnienia z wojny opublikował w kilku zbiorach reportaży i opowiadań.
Pod koniec wojny Bobczew wyjechał do Moskwy, gdzie ukończył w 1880 studia prawnicze. Po powrocie do Bułgarii osiadł w Płowdiwie, gdzie pracował jako sędzia, a następnie pełnił funkcję prezesa Sądu Administracyjnego Rumelii Wschodniej. W latach 1884–1885 kierował dyrektoriatem sprawiedliwości Rumelii Wschodniej. W zjednoczonej Bułgarii związał się z Partią Narodową i wielokrotnie reprezentował tę partię w Zgromadzeniu Narodowym. W roku 1886 po nieudanym przewrocie prorosyjskich oficerów Bobczew wyjechał do Odessy, gdzie mieszkał przez trzy lata. Po powrocie do kraju osiadł na stałe w Sofii. W 1911 objął stanowisko ministra edukacji w gabinecie Iwana Geszowa. Po dymisji wyjechał do Petersburga, gdzie pełnił funkcję posła bułgarskiego w Rosji. W czasie I wojny światowej jako zdeklarowany rusofil namawiał władze Bułgarii do zawarcia sojuszu z Imperium Rosyjskim. Mimo to, w 1923 stanął przed sądem, oskarżany o to, że przyczynił się do klęski Bułgarii w I wojnie światowej.

## Kariera naukowa
W latach 1903–1940 Bobczew stał na czele Towarzystwa Słowiańskiego, promując ideę współpracy między uczelniami z krajów słowiańskich. W tym czasie prowadził wykłady z prawa na Uniwersytecie Sofijskim. Od 1884 członek Bułgarskiego Towarzystwa Naukowego (późniejszej Bułgarskiej Akademii Nauk). Od 1910 był członkiem Czeskiej Akademii Nauk i Sztuk, a od 1925 członkiem czynnym Wydziału II Towarzystwa Naukowego we Lwowie. W tym czasie prowadził korespondencję m.in. z Henrykiem Batowskim i Tadeuszem Lehrem-Spławińskim. W 1920 Bobczew zakładał Wolny Uniwersytet Nauk Politycznych i Ekonomicznych, którego został pierwszym rektorem.

## Życie prywatne
Był żonaty (żona Ekaterina, siostra Teodora Teodorowa), miał córkę Kojkę.

## Dzieła
- 1873: Пътувание около света
- 1877: Руско-турската война
- 1881: История на българския народ
- 1889: Письма о Македонии и македонском вопросе
- 1910: История на българското право
- 1919: Каноническо право (dwa tomy)
- 1923: Славянският свят преди и след световната война
- 1940: Страници из моята дипломатическа мисия в Петроград (1912 – 1913)